# Erotik era
Erotik era (zapis stylizowany: EROTIK ERA) – trzeci album studyjny polskiej piosenkarki Mery Spolsky. Wydawnictwo ukazało się 10 listopada 2023 nakładem wytwórni muzycznej Kayax.
Album jest utrzymany w stylu muzyki elektronicznej i electropopu. Składa się z wersji standardowej (1 CD) i płyty analogowej (1 LP).
Płyta zadebiutowała na 5. miejscu polskiej listy sprzedaży – OLiS.
Promocję Erotik era rozpoczęto w czerwcu 2023, wraz z premierą pierwszego promującego singla – „Suka”. 6 września wydany został drugi utwór, „Maria przed ołtarzem”. Następnym singlem została piosenka „Polskie chłopaky”. 10 listopada 2023 wydała piosenkę „Lateks”.
Rozszerzoną wersję albumu Erotik era promowały utwory: „Santorini” i „Gotik Lolita”.

## Lista utworów
Opracowano na podstawie materiału źródłowego.
| Erotik era – Wersja standardowa | Erotik era – Wersja standardowa | Erotik era – Wersja standardowa | Erotik era – Wersja standardowa | Erotik era – Wersja standardowa |
| Nr                              | Tytuł utworu                    | Słowa                           | Muzyka                          | Długość                         |
| ------------------------------- | ------------------------------- | ------------------------------- | ------------------------------- | ------------------------------- |
| 1.                              | „Your Orgasm is My Religion”    | Maria Żak                       | Maria Żak, Grzegorz Stańczyk    | 3:24                            |
| 2.                              | „Maria przed ołtarzem”          | Maria Żak                       | Maria Żak, Grzegorz Stańczyk    | 3:00                            |
| 3.                              | „Suka”                          | Maria Żak                       | Maria Żak, Grzegorz Stańczyk    | 4:10                            |
| 4.                              | „Skorpion”                      | Maria Żak                       | Maria Żak, Grzegorz Stańczyk    | 2:45                            |
| 5.                              | „Polskie chłopaky”              | Maria Żak                       | Maria Żak, Grzegorz Stańczyk    | 3:18                            |
| 6.                              | „Lateks”                        | Maria Żak                       | Maria Żak, Grzegorz Stańczyk    | 3:44                            |
| 7.                              | „Disko in My Pussy”             | Maria Żak                       | Maria Żak, Grzegorz Stańczyk    | 3:26                            |
| 8.                              | „Erotik era”                    | Maria Żak                       | Maria Żak, Grzegorz Stańczyk    | 2:47                            |
| 9.                              | „Playboy”                       | Maria Żak                       | Maria Żak, Grzegorz Stańczyk    | 3:43                            |
| 10.                             | „Smutasy i kutasy”              | Maria Żak                       | Maria Żak, Grzegorz Stańczyk    | 2:45                            |
|                                 |                                 |                                 |                                 | 33:02                           |

| Erotik era – Wersja Deluxe | Erotik era – Wersja Deluxe   | Erotik era – Wersja Deluxe | Erotik era – Wersja Deluxe   | Erotik era – Wersja Deluxe |
| Nr                         | Tytuł utworu                 | Słowa                      | Muzyka                       | Długość                    |
| -------------------------- | ---------------------------- | -------------------------- | ---------------------------- | -------------------------- |
| 1.                         | „Your Orgasm is My Religion” | Maria Żak                  | Maria Żak, Grzegorz Stańczyk | 3:24                       |
| 2.                         | „Maria przed ołtarzem”       | Maria Żak                  | Maria Żak, Grzegorz Stańczyk | 3:00                       |
| 3.                         | „Suka”                       | Maria Żak                  | Maria Żak, Grzegorz Stańczyk | 4:10                       |
| 4.                         | „Skorpion”                   | Maria Żak                  | Maria Żak, Grzegorz Stańczyk | 2:45                       |
| 5.                         | „Polskie chłopaky”           | Maria Żak                  | Maria Żak, Grzegorz Stańczyk | 3:18                       |
| 6.                         | „Lateks”                     | Maria Żak                  | Maria Żak, Grzegorz Stańczyk | 3:44                       |
| 7.                         | „Disko in My Pussy”          | Maria Żak                  | Maria Żak, Grzegorz Stańczyk | 3:26                       |
| 8.                         | „Erotik era”                 | Maria Żak                  | Maria Żak, Grzegorz Stańczyk | 2:47                       |
| 9.                         | „Playboy”                    | Maria Żak                  | Maria Żak, Grzegorz Stańczyk | 3:43                       |
| 10.                        | „Smutasy i kutasy”           | Maria Żak                  | Maria Żak, Grzegorz Stańczyk | 2:45                       |
| 11.                        | „Santorini”                  | Maria Żak                  | Maria Żak, Grzegorz Stańczyk | 3:47                       |
| 12.                        | „Gotik Lolita”               | Maria Żak                  | Maria Żak, Grzegorz Stańczyk | 3:03                       |
|                            |                              |                            |                              | 39:52                      |

Uwagi:
- We wszystkich utworach tytuły piosenek są stylizowane na wszystkie duże litery.

## Promocja

### Erotik era Tour
Opracowano na podstawie materiału źródłowego.
| Data              | Miejscowość | Obiekt                   |
| ----------------- | ----------- | ------------------------ |
| 14 listopada 2023 | Katowice    | P23                      |
| 16 listopada 2023 | Gdańsk      | Stary Maneż              |
| 25 listopada 2023 | Kraków      | Studio                   |
| 29 listopada 2023 | Poznań      | Tama                     |
| 1 grudnia 2023    | Wrocław     | Stary Klasztor           |
| 8 grudnia 2023    | Białystok   | Zmiana Klimatu           |
| 9 grudnia 2023    | Lublin      | Studio im. Budki Suflera |
| 12 grudnia 2023   | Warszawa    | Stodoła                  |

### Erotik era Tour II
Opracowano na podstawie materiału źródłowego.
| Data             | Miejscowość      | Obiekt                    |
| ---------------- | ---------------- | ------------------------- |
| 2 marca 2024     | Wodzisław Śląski | WCK                       |
| 7 marca 2024     | Wrocław          | Stary Klasztor            |
| 9 marca 2024     | Kalisz           | CKiS                      |
| 13 marca 2024    | Bydgoszcz        | MCK                       |
| 16 marca 2024    | Opole            | NCPP                      |
| 17 marca 2024    | Zielona Góra     | Kawon                     |
| 7 kwietnia 2024  | Rzeszów          | Pod Palmą                 |
| 11 kwietnia 2024 | Warszawa         | Stodoła                   |
| 12 kwietnia 2024 | Przybysławice    | Dwór na Wichrowym Wzgórzu |
| 14 kwietnia 2024 | Toruń            | Od Nowa                   |
| 18 kwietnia 2024 | Kraków           | Studio                    |
| 19 kwietnia 2024 | Łódź             | Wytwórnia                 |
| 20 kwietnia 2024 | Szczecin         | Kosmos                    |
| 26 kwietnia 2024 | Gdańsk           | Stary Maneż               |

## Pozycje na listach sprzedaży

### Pozycje na listach tygodniowych
| Kraj   | Lista (2023)             | Najwyższa pozycja |
| ------ | ------------------------ | ----------------- |
| Polska | OLiS – albumy            | 5                 |
| Polska | OLiS – albumy fizycznie  | 4                 |
| Polska | OLiS – albumy w streamie | 57                |

## Wyróżnienia
| Rok  | Konkurs        | Kategoria      | Rezultat  |
| ---- | -------------- | -------------- | --------- |
| 2024 | Fryderyki 2024 | Album roku pop | Nominacja |